# 라희
라희(본명: 양희정, 1984년 10월 30일 ~ )는 대한민국의 전 가수, 배우이다. 과거 걸 그룹 'LPG' 전 멤버로도 활동하였음.

## 학교
- 원광대학교 음악과 학사

## 경력
- 2014년 : 그룹 LPG 3기 멤버

## 연기 활동

### 드라마
- 2011년 KBS2 월화드라마 《강력반》
- 2011년 KBS2 월화드라마 《스파이 명월》
- 2011년 MBC 월화드라마 《빛과 그림자》
- 2012년 SBS 수목드라마 《부탁해요 캡틴》

### 연극
- 《러브 액츄얼리》

### 영화
- 2015년 《매너선생님》
- 2015년 《나인틴 쉿 상상금지》
- 2017년 《올리고당 더 무비》